# Sclerobunus nondimorphicus
Sclerobunus nondimorphicus is een hooiwagen uit de familie Paranonychidae.